# 猎场
猎场、狩猎场、游猎场:3、猎苑指专门用于狩獵的场所。
古代王室（君主）、貴族通常拥有面积巨大、占用大量土地的猎场，用以狩猎。对社会生活产生深刻影响。在现代，为休闲狩猎所设的猎场，其设置、运行需遵守相关法律法规。

## 各地

### 中国
先秦时期，君主和诸侯的园林称苑囿。西周时，苑囿基本为自然状态。当代研究者指出，当时苑囿功能主要是以生产、田猎、祭祀为主:6。
《宋史》最早出现“围场”一词，“太祖建隆二年，始校猎于近郊。先出禁军为围场，五方以鸷禽细犬从之”。此后，在汉语中，成为皇家猎场的名词。清朝“围场”一词的满文，写作满语：，穆麟德轉寫：hoiban，意译为设围狩獵之地。金朝、契丹（辽朝）、蒙古等民族君主有围猎的习俗。此时的围场指狩猎时，猎手为获得猎物，围成的场地。元朝定都大都后，元世祖忽必烈在南郊开辟固定的猎场，即南苑:3。
1980年代，设立黑龙江桃山国际狩猎场，被认为是中国第一座真正意义的现代猎场。

### 英国
盎格鲁-撒克逊时期，英国既有专门的猎场。12世纪早期，猎场已大量存在。12至15世纪，贵族拥有的猎场成为其身份、地位的重要象征。当代研究者指出，贵族通过对猎场的控制、管理，彰显个人权威。同时，占用大片土地的猎场使乡村道路、居民迁移受阻，阻碍乡村发展，并扰乱社会秩序，造成农民和贵族冲突。